# Smith & Nephew
Smith & Nephew plc (LSE:. SN) es una compañía global de equipos médicos con sede en Londres, Reino Unido. Es el mayor productor mundial de productos de artroscopia, el segundo mayor productor de productos avanzados de tratamiento de heridas, el tercer mayor productor de trauma y de productos clínicos de terapia y el cuarto mayor productor de productos de reconstrucción ortopédica. Sus productos se venden en más de 90 países.
Su cotización principal se encuentra en la Bolsa de Londres y compone el FTSE 100 Index. Cuenta con una cotización secundaria en la Bolsa de Nueva York.

## Historia
La compañía fue fundada en 1856 por Thomas James Smith, en Kingston upon Hull, que ingresó en el negocio como una farmacia.  Unos meses antes de su muerte, en 1896, Smith estuvo acompañado por su sobrino, Horatio Nelson Smith, y convirtió el nombre del negocio a T.J. Smith and Nephew.
En 1928 la compañía desarrolló el tratamiento de las heridas con el producto "Elastoplast". En 1977, la compañía adquirió los fabricante de bombas Watson-Marlow Pumps, antes de venderlo a la compañía Spirax-Sarco Engineering en 1990.  En 1986, pasó a adquirir la Richards Medical Company, especialista de Estados Unidos en productos ortopédicos, por un valor de $201 millones de dólares.
En 2002 la compañía adquirió Oratec Interventions, un negocio de dispositivos quirúrgicos, por 310 millones de dólares.  Fue a comprar Midland Medical Technologies, una empresa de recubrimiento de cadera, por 67 millones de libras en 2004.
La empresa adquirió Plus Orthopedics, una empresa suiza de ortopedia en 889 millones de dólares, en abril de 2007 y BlueSky, un negocio de cuidado de las heridas de Estados Unidos, por 110 millones de dólares, en mayo de 2007.
En septiembre de 2007 junto con empresas como Biomet Inc., DePuy Orthopaedics Inc. (una división de Johnson & Johnson) y Zimmer Holdings, Inc. entraron en acuerdos de liquidación, en las que se comprometen a pagar 300 millones de dólares en total, adoptar y llevar a cabo revisiones y vigilancia de la industria corporativa, para evitar cargos criminales por conspiración.

## Operaciones
La compañía opera en tres segmentos de mercado a través de diferentes "unidades de negocio globales", bajo la marca Smith & Nephew:
- El tratamiento de heridas de tipo avanzado: tratamientos avanzados para las heridas complicadas.
- Endoscopia: productos para la cirugía mínimamente invasiva, con sede en Andover, Massachusetts.
- Ortopedia: implantes de cadera y rodilla, y productos de trauma, con sede en Memphis, Tennessee.

Smith & Nephew tiene un gran historial de traer nuevos e innovadores productos al mercado que ofrecen mejores resultados clínicos para los pacientes y ahorrar costes a los proveedores de salud. Este es el enfoque principal de su unidad de negocio en cuarto lugar, los biológicos.
La estrategia del negocio de la empresa se basa en la investigación, desarrollo, fabricación y comercialización de dispositivos médicos innovadores y avanzados técnicamente. En 2008 se invirtieron 152 millones de dólares en sus respetadas las actividades de investigación y desarrollo -una cifra que se encuentra actualmente en torno al 4% de las ventas-. La unidad de negocio de productos biológicos, con sede en Carolina del Norte, en los Estados Unidos, tiene la responsabilidad estratégica para la innovación y desarrollo de productos, y sirve a las necesidades de las unidades de negocio restantes. Los contactos directos de la compañía con los proveedores de salud son un eslabón vital en la cadena.
La empresa cuenta con tres áreas de enfoque de la investigación cruzada negocio: nuevos polímeros bioabsorbibles, la ingeniería de tejidos o células, y la estimulación no invasiva. Los comités de revisión científica, que comprenden a eminentes científicos, académicos y profesionales de la salud, proporcionan evaluaciones independientes de la calidad de la ciencia y la ingeniería en Smith & Nephew.

## Controversias
En febrero de 2012, Smith & Nephew plc acordó pagar al gobierno de los Estados Unidos la cifra de 22,2 millones de dólares para resolver varias causas de "Prácticas Corruptas" (FCPA), las infracciones que fueron cometidas por sus filiales estadounidenses y alemanas. La compañía admitió haber sobornado a empleados médicos del gobierno en Grecia para que usaran sus equipos médicos en la última década. La compañía ha firmado un acuerdo de enjuiciamiento diferido con el Departamento de Justicia de Estados Unidos (DOJ) y ha acordado mantener un seguimiento, con cumplimiento de 18 meses.

## Premios
Los premios recientes incluyen estos:
- Fabricante del Año, en 2007;[13]
- Premio en Logística y Cadena de Suministro del Fabricante de 2006 para Smith & Nephew Advanced Wound Management;[14]
- ASM International 2005: Premio a los Logros en Ingeniería de Materiales por la tecnología de marca registrada oxinium;[15]
- Premio al Mejor Libro en el North American Spine Society, de 2003.[16]